# Satz von Thomsen

Satz von Thomsen,

Der Satz von Thomsen (nach Gerhard Thomsen) ist eine Aussage in der Elementargeometrie, die besagt, dass ein bestimmter über parallele Geradenstücke im Dreieck konstruierter Streckenzug immer an seinem Ausgangspunkt endet.
Bei einem beliebigen Dreieck ABC mit einem Punkt P1 auf der Seite BC konstruiert man die folgenden Parallelen und Schnittpunkte. Die Parallele zu AC durch P1 schneidet AB in P2. Die Parallele zu BC durch P2 schneidet AC in P3 und die Parallele zu AB durch P3 schneidet BC in P4. Die Parallele zu AC durch P4 schneidet AB in P5 und die Parallele zu BC durch P5 schneidet AC in P6. Zum Schluss betrachtet man noch die Parallele zu AB durch P6, die BC in P7 schneidet. Der Satz von Thomsen besagt nun, dass P7 und P1 identisch sind, das heißt der durch Schnittpunkte mit den Parallelen entstandene Streckenzug P1P2P3P4P5P6P7 endet immer an seinem Ausgangspunkt. Man erhält also immer einen geschlossenen Streckenzug P1P2P3P4P5P6P1
Der Satz von Thomsen ist mit der affinen Form des dualen kleinen Satzes von Pappos identisch und spielt als Thomsen-Figur bei der Koordinatisierung axiomatisch definierter projektiver Ebenen eine Rolle.